# Schwarzstreifenhörnchen
Die Schwarzstreifenhörnchen (Lariscus) sind eine in Südostasien verbreitete Gattung der Hörnchen. Es handelt sich um wenig bekannte Bewohner tropischer Regenwälder, die gebirgige Gegenden zwischen 900 und 1500 Metern Seehöhe bewohnen. Obwohl sie auf Bäume klettern können, halten sie sich meistens in Bodennähe auf. Hier suchen sie nach Früchten und Nüssen. Ihre Nester bauen sie in hohlen Baumstämmen.

## Merkmale
Das Dreistreifenhörnchen als am weitesten verbreitete Art hat eine Kopfrumpflänge von 18 cm, hinzu kommen 10 cm Schwanz. Meistens ist sein Fell graubraun, die Flanken gelblich und die Unterseite weiß. Über den Rücken und oben an den Flanken verlaufen insgesamt drei schwarze Längsstreifen. Manche Einzeltiere weichen von diesem typischen Farbmuster ab; sie können einfarbig braun ohne sichtbare Streifen sein.

## Systematik
Die Gattung der Schwarzstreifenhörnchen  wurde 1909 von Oldfield Thomas und Robert Charles Wroughton beschrieben. Man unterscheidet vier Arten:
- Vierstreifenhörnchen, Lariscus hosei (Thomas 1892), nördl. Borneo
- Dreistreifenhörnchen, Lariscus insignis (F. Cuvier 1821), Malaiische Halbinsel, Sumatra, Java, Borneo
- Niobe-Schwarzstreifenhörnchen, Lariscus niobe (Thomas 1898), Sumatra und Java
- Mentawai-Dreistreifenhörnchen, Lariscus obscurus (Miller 1903), Mentawai-Inseln

Das Vierstreifenhörnchen wird manchmal in eine eigene Gattung Paralariscus gestellt.

## Gefährdung und Schutz
Die IUCN stuft das Vierstreifenhörnchen als gefährdet ein. Die anderen Arten sind recht häufig.

## Belege
1. ↑  J.L. Koprowski, E.A. Goldstein, K.R. Bennett, C. Pereira Mendes: Genus Lariscus. In: Don E. Wilson, T.E. Lacher, Jr., Russell A. Mittermeier (Hrsg.): Handbook of the Mammals of the World: Lagomorphs and Rodents 1. (HMW, Band 6) Lynx Edicions, Barcelona 2016, ISBN 978-84-941892-3-4, S. 729–730.
2. ↑  Lariscus In: Richard W. Thorington Jr., John L. Koprowski, Michael A. Steele: Squirrels of the World. Johns Hopkins University Press, Baltimore MD 2012; S. 169. ISBN 978-1-4214-0469-1